# 高須梅渓
高須 梅渓（たかす ばいけい、1880年4月13日 - 1948年2月2日）は、明治期から昭和期の日本の文芸評論家、評論家。
大阪府出身。本名は芳次郎（よしじろう）。為替貯金管理所勤務から1898年に上京して、早稲田大学文学部英文科卒。中村吉蔵らと雑誌『よしあし草』を発行、また佐藤義亮が創刊した『新声』の編集に加わり、文芸時評で活躍。当時の同僚に金子薫園や千葉亀雄など。その後、「国民新聞」「東京毎日新聞」「二六新報」などの記者を務める。1901年、『文壇照魔鏡』で与謝野鉄幹を攻撃したとされ、鉄幹から訴えられた。のち明治文学史、水戸学の研究に専念、昭和期には国粋主義・軍国主義に走った。1940年「大日本史に現はれた尊皇精神」で日本大学文学博士。

## 著書
- 『暮雲』新声社 1901
- 『学生坐右訓』亀井支店書籍部 1906
- 『青春雑筆』美也古書房 1906
- 『中学作文要訣』博報堂 1906
- 『偉人修養の径路』実業之日本社 1907
- 『愛弟に与へし兄の書翰』高須芳次郎 (梅渓) 富田文陽堂ほか 1910
- 『百傑スケッチ 金言対照』博文館 1910
- 『学生文範 小品百種』求光閣 1911
- 『滑稽趣味の研究』実業之日本社 1911
- 『新時代普通文』実業之日本社 1911
- 『東西名婦の面影 金言対照』高須芳次郎 (梅渓) 博文館 家庭百科全書 1911
- 『婦人日常座右銘』高須芳次郎 (海渓) 編 博文館 家庭百科全書 1911
- 『スケッチ文集 美文評論』岡村盛花堂 1912
- 『平家の人々』岡村盛花堂 1912

以下、芳次郎名義
- 『ふらんす革命夜話』天佑社 1919
- 『明治大正五十三年史論』日本評論社出版部 1920
- 『近代文芸史論 上巻』日本評論社 1921
- 『日本近世文学十二講』新潮社 1923
- 『日本現代文学十二講』新潮社 1924
- 『ふらんす革命史話』日本学術普及会 1924
- 『東洋思想十六講』新潮社 1925
- 『孔子から孟子へ』新潮社 東洋学芸文庫 1926
- 『東洋文芸十六講』新潮社 1926
- 『老子から荘子へ』新潮社 東洋学芸文庫 1926
- 『日本思想十六講』新潮社 1928
- 『小池国三伝』小池厚之助 1929
- 『古代中世日本文学十二講』新潮社 1930
- 『古代日本精神』東方文学社 日本精神文化講座 1930
- 『日本学概説』東方文学社 日本精神文化講座 1930
- 『日本精神文化の王国(世界の現状を批判して日本精神文化に及ぶ)』東方文学社 日本精神文化講座 1930
- 『ふらんす大革命時代』日本学術普及会 1930
- 『日本は世界を征服せん』先進社 1931
- 『爛熟期・頽廃期の江戸文学』明治書院 1931
- 『国民の日本史』早稲田大学出版部 1932

第3篇 平安時代
第5篇 鎌倉時代
第10篇 江戸時代興隆期
第11篇 江戸時代爛熟期
第12篇 江戸時代頽唐期
- 『非常時の日本を如何にすべき乎』大阪屋号書店 1932
- 『明治大正昭和文学講話』新潮社 1933
- 『明治文学史論』日本評論社 1934
- 『日本精神とは何ぞや』日本精神協会 日本精神パンフレット 1935
- 『水戸学の新研究』明治書院 1935
- 『藤田幽谷・会沢正志斎・藤田東湖』日本教育家文庫 北海出版社 1936
- 『日本名文鑑賞』全8巻 厚生閣 1936
- 『水戸学派の尊皇及び経綸』雄山閣 1936
- 『赤穂浪士 随筆』高須梅渓 モナス 1937
- 『名文鑑賞読本 江戸前期』編著 厚生閣 1937
- 『名文鑑賞読本 江戸後期』編著 厚生閣 1937
- 『名文鑑賞読本 漢詩漢文』編著 厚生閣 1937
- 『名文鑑賞読本 古代中世』編著 厚生閣 1937
- 『名文鑑賞読本 明治前期』編著 厚生閣 1937
- 『名文鑑賞読本 昭和時代』編著 厚生閣 1937
- 『名文鑑賞読本 大正時代』編著 厚生閣 1937
- 『名文鑑賞読本 明治後期』編著 厚生閣 1937
- 『乃木将軍詩歌物語』新潮社 1938、新潮文庫 1939／復刻・島津書房 2013
- 『文章作法問答』厚生閣書店 1938
- 『支那文学十五講』新潮社 新潮文庫 1939
- 『日本二千六百年史物語』新潮社 新潮文庫 1939
- 『海の二千六百年史』海軍研究社 1940
- 『大日本史に現はれた尊皇精神』誠文堂新光社 1940
- 『皇道と日本学の建設』大阪屋号書店 1941
- 『国史精華読本』大阪屋号書店 1941
- 『徳川光圀』新潮社 新伝記叢書 1941
- 『日本科学の建設者』富士書店 1941
- 『日本精神の伝統』富士書店 1941
- 『藤田東湖伝』誠文堂新光社 1941
- 『水戸学徒列伝 水戸学入門』誠文堂新光社 1941
- 『水戸学の心髄を語る』井田書店 1941
- 『愛国詩文二千六百年』非凡閣 1942
- 『会沢正志斎』厚生閣 1942
- 『維新留魂録』大阪屋号書店 1942
- 『皇道を語る』二見書房 1942
- 『孔孟思想講話』新潮社 新潮文庫 1942
- 『戦時青年の進むべき道』富士書店 1942
- 『日本近世転換期の偉人』欧文社 1942
- 『日本思想読本』駸々堂書店 1942
- 『日本精神とその展開』大東出版社 1942
- 『日本はどんな国か』新潮社 新日本少年少女文庫 1942
- 『水戸学と青年』潮文閣 青年文化全集 1942
- 『水戸学の人々』大東出版社 1942
- 『水戸義公を語る』井田書店 1942
- 『大御心を仰いで』文松堂書店 1943
- 『近世日本儒学史』越後屋書房 1943
- 『思想戦の勝利へ』大東亜公論社 1943
- 『少国民の国体読本』玉村吉典絵 フタバ書院成光館 1943
- 『高山樗牛 人と文学』偕成社 1943
- 『東洋思想を語る』井田書店 1943
- 『光圀と斉昭』潮文閣 1943
- 『水戸学講話』今日の問題社 1943
- 『水戸学精神』旧新潮文庫 1943
- 『物語大日本史 上・中巻』誠文堂新光社 1942-1943
- 『吉野朝の人々』潮文閣 1943
- 『老荘思想読本』葛城書店 1944
- 『作家に描かれた女性』万葉出版社 1948

### 共編著
- 『女子と宗教 女子修養の鑑』中村春雨共著 亀井支店書籍部 1906
- 『商用文鑑 文案資料』福井庄三郎共編 博文館 1911
- 『勤皇烈士詩歌物語』小島徳弥共著 創造社 1943

### 翻訳
- 『水滸伝物語』高須芳次郎 (梅渓) 編 冨山房 通俗世界文学 1903
- ロングフェロー『乙女の操』高須芳次郎 (梅渓) 訳 新潮社 1906
- ウラジミル・セメヨノフ『日本海大海戦殉国記』明治出版社 1912
- 会沢正志斎『新論講話』詳註 皇国二大経典叢書 第1巻 平凡社 1934／「新論 国体篇」維新と興亜編、望楠書房 2022
- 山鹿素行『中朝事実講話』詳註 皇国二大経典叢書 第2巻 平凡社 1934
- 『大日本詔勅謹解 第2 道徳教育篇 第3 軍事外交篇 第4 神祇仏教篇 第5 政治経済篇 第6 雑事篇 第7 詔勅と日本精神及索引第1-7』日本精神協会 1934
- 頼山陽『日本文化史論 原名 新策』訳註 井田書店 1941
- 『藤田東湖の勤皇詩選』駸々堂 1943

### 編纂
- 『水戸学全集』全6編 編 日東書院 1933-1934
- 『藤田東湖全集』全6巻 編 章華社 1935-1936
- 『水戸学大系』全8巻 編 水戸学大系刊行会 1940-1941
- 『藤田東湖選集』編 読書新報社出版部 1943